# Niccolò Tribolo

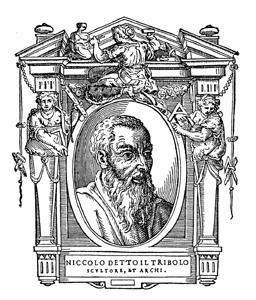

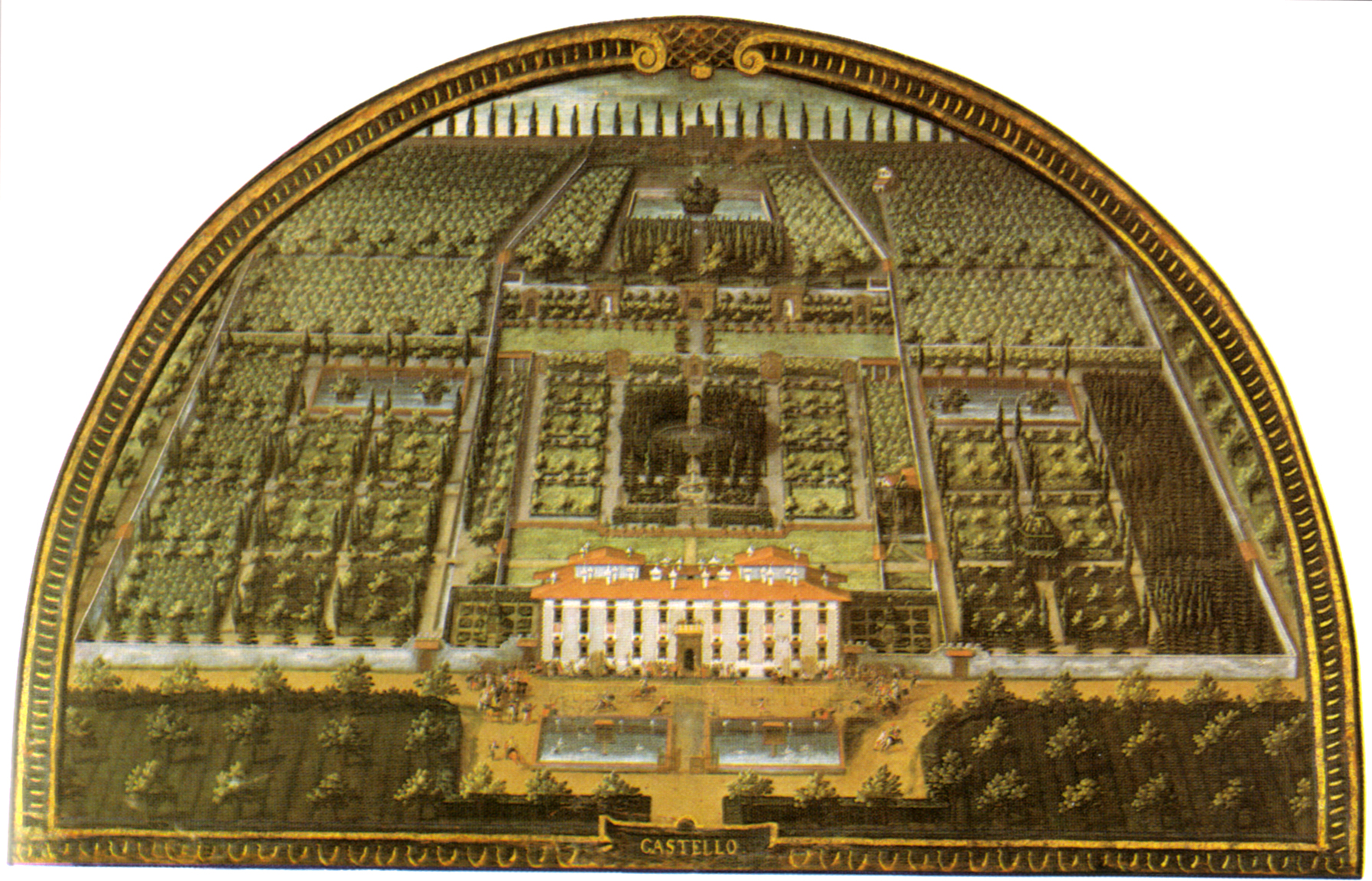
Gärten Villa Medicea di Castello

Niccolò Tribolo oder Niccolò di Raffaello di Niccolò dei Pericoli, genannt Il Tribolo (* um 1500 in Florenz; † 7. September 1550) war ein Florentiner Bildhauer, Architekt und Gartengestalter.
Tribolo absolvierte seine Lehrzeit bei Andrea Sansovino. Giorgio Vasari nennt zahlreiche Jugendwerke Tribolos (Statuen, Brunnen etc.), die aber nicht mehr auffindbar sind. Mit Benvenuto Cellini reiste Tribolo nach Venedig (Cellini nennt ihn in seiner Autobiographie Tribolino), kehrte aber 1517 nach Florenz zurück.
Dort entwarf er unter anderem 1534 die Festdekorationen für den Besuch Kaiser Karls V., gestaltete die Grabkapelle der Eleonore von Toledo und den Umbau der Villa Medici (Poggio a Caiano).
Größtes Ansehen erwarb Tribolo als Gartenarchitekt zahlreicher Medici-Villen, etwa der Villa Medici La Petraia oder der Villa Medici von Castello, und ihrer außergewöhnlichen Grotta degli Animali (1536) mit Skulpturen von Giambologna. Tribolos Gärten gewannen durch die hydraulischen Neuerungen von Piero da San Casciano an Dramatik. Als sein Meisterwerk gilt der Boboli-Garten in Florenz (1549–50).